# 池田安希子
池田 安希子（いけだ あきこ、1960年7月26日 - ）は、日本の実業家。ジョリーパスタ代表取締役社長や、ココスジャパン代表取締役社長を務めた。

## 人物
大阪府出身。1983年神戸大学教育学部卒業、大丸入社。1993年大丸紳士雑貨部本部バイヤー。2003年イトーヨーカ堂入社。2011年イトーヨーカ堂執行役員。2016年ジョリーパスタ代表取締役社長。2017年からココスジャパン代表取締役社長を務め、2018年には全店舗での終日全席禁煙を開始した。2019年岡本取締役商品本部長兼品質保証室担当。